# Paralimnophila apicalis
Paralimnophila apicalis är en tvåvingeart som först beskrevs av de Meijere 1913.  Paralimnophila apicalis ingår i släktet Paralimnophila och familjen småharkrankar. Inga underarter finns listade i Catalogue of Life.